# Lemat Rosenthala
Lemat Rosenthala – twierdzenie dotyczące wspólnej aproksymacji miar skończenie addytywnych określonych na zbiorze potęgowym danego zbioru nieskończonego. Znajduje ono zastosowania w teorii miar wektorowych o wartościach w przestrzeniach Banacha.
Udowodniony przez Haskella Rosenthala w 1970 roku lemat ma zwarty dowód podany przez Josepha Kupkę w 1974 roku, który przytoczono niżej.

## Twierdzenie
Niech {\displaystyle \Gamma } będzie zbiorem nieskończonym oraz niech
{\displaystyle \{\mu _{\gamma }\colon \gamma \in \Gamma \}}
będzie jednostajnie ograniczoną rodziną skończenie addytywnych miar na zbiorze potęgowym zbioru {\displaystyle \Gamma ,} tj.
{\displaystyle \sup _{\gamma \in \Gamma }\mu _{\gamma }(\Gamma )<\infty .}
Wówczas dla każdego {\displaystyle \varepsilon >0} istnieje taki zbiór {\displaystyle X\subseteq \Gamma } mocy równej mocy zbioru {\displaystyle \Gamma ,} że
{\displaystyle \mu _{\gamma }(X\setminus \{\gamma \})<\varepsilon }
dla wszelkich {\displaystyle \gamma \in \Gamma .}

## Dowód
Gdyby twierdzenie było fałszywe, to istniałaby taka liczba {\displaystyle \varepsilon >0,} dla której żaden podzbiór {\displaystyle X\subseteq \Gamma } mocy równej mocy zbioru {\displaystyle \Gamma } nie czyniłby zadość tezie twierdzenia.
Ponieważ zbiory {\displaystyle \Gamma } i {\displaystyle \Gamma \times \Gamma } są równoliczne (na mocy twierdzenia Hessenberga równoważnego aksjomatowi wyboru), zbiór {\displaystyle \Gamma } można przedstawić w postaci
{\displaystyle \Gamma =\bigcup _{\gamma \in \Gamma }X_{\gamma },}
gdzie rodzina
{\displaystyle \{X_{\gamma }\colon \gamma \in \Gamma \}}
składa się z parami rozłącznych podzbiorów {\displaystyle \Gamma } mocy równej mocy zbioru {\displaystyle \Gamma .} Istnieje zatem takie {\displaystyle \gamma _{0}\in \Gamma ,} że
{\displaystyle \mu _{\gamma }(\Gamma \setminus X_{\gamma _{0}})\geqslant \varepsilon .}
Istotnie, w przeciwnym przypadku można by dla każdego {\displaystyle \gamma \in \Gamma } wybrać {\displaystyle x_{\gamma }\in X_{\gamma }} w taki sposób, by
{\displaystyle \mu _{x_{\gamma }}(\Gamma \setminus X_{\gamma })<\varepsilon ,}
wbrew założeniu.
Zastępując zbiór {\displaystyle \Gamma } zbiorem {\displaystyle X_{\gamma _{0}}} i iterując ten proces w analogiczny sposób, otrzymałoby się zbiory
{\displaystyle X_{\gamma _{1}},X_{\gamma _{2}},X_{\gamma _{3}},\dots ,}
co po skończenie wielu krokach doprowadziłoby to do sprzeczności z jednostajną ograniczonością rozważanej rodziny miar.
Rzeczywiście, zbiory
{\displaystyle \Gamma \setminus X_{\gamma _{0}},X_{\gamma _{0}}\setminus X_{\gamma _{1}},X_{\gamma _{1}}\setminus X_{\gamma _{2}},\dots }
są parami rozłączne oraz mają miary co najmniej {\displaystyle \varepsilon .} Z addytywności miar, po skończeniu wielu krokach miara ich sumy przekroczyłaby
{\displaystyle \sup _{\gamma \in \Gamma }\mu _{\gamma }(\Gamma ).}